# Policlito de Larisa
Policlito (en griego antiguo: Πολύκλειτος) o Policleto de Larisa fue un geógrafo e historiador del siglo IV a. C. que acompañó a Alejandro Magno en sus campañas y  de cuya obra solo se conocen algunos fragmentos dispersos. Escribió al menos un libro titulado Historias, del que se conserva una cita mencionada por Ateneo según la cual escribió que Alejandro dormía en un lecho de oro, que estaba en compañía de flautistas y niños y que bebía en exceso, hasta el amanecer. De otro de sus fragmentos se deduce que tenía una buena opinión acerca del rey persa Artajerjes I.
A través de otros fragmentos que se conocen de su obra se puede destacar que Policlito se centraba en aspectos geográficos: Estrabón lo cita como autor de informaciones sobre el mar Caspio, el río Tanais y los ríos Tigris y Éufrates. Defendió la teoría de que el mar Caspio era un mar interior, en contra de lo que opinaban otros geógrafos de su tiempo, empleando diversos argumentos como la presencia en él de serpientes pero también por motivos equivocados ya que creía que el mar de Azov y el mar Caspio estaban comunicados entre sí y confundía el mar de Aral con el Caspio. Otro de los temas en los que se centró fue en la fauna de los países invadidos por Alejandro (menciona datos de tortugas y lagartos, entre otros animales).